# Azimio La Umoja
Azimio la Umoja–One Kenya Coalition Party, connu simplement comme Azimio La Umoja ou Azimio (en français : En quête d'unité), est une alliance politique kényane dirigée par Raila Odinga. Odinga est le candidat à la présidence et Martha Karua est la candidate à la vice-présidence de l'alliance pour l'élection présidentielle de 2022. Le président sortant du Kenya Uhuru Kenyatta en est le président d'honneur. Elle est composée du Mouvement démocratique orange, du Parti du jubilé, de la Coalition nationale arc-en-ciel et de vingt autres partis.